# 蜥蜴島鸚竺鯛
蜥蜴島鸚竺鯛（學名：Ostorhinchus cladophilos），又稱金枝鸚天竺鯛，為輻鰭魚綱鈎頭魚目天竺鯛科鸚竺鯛屬下的一個種，分布於中西太平洋澳洲蜥蜴島、新喀里多尼亞海域，本魚體呈長橢圓形，體稍側扁，頭大、眼大、口大且斜裂，頜齒細小，鰓蓋骨後緣棘不發達，體被弱櫛鱗，體半透明，體中央有一條黑色縱帶，從吻部延伸至尾柄，且越往尾柄越細，尾鰭基部有一個黑色圓斑，背鰭2個，尾鰭叉形，背鰭硬棘8枚、背鰭軟條9枚、臀鰭硬棘2枚、臀鰭軟條9枚，體長可達6公分，棲息在珊瑚礁，成小群活動，常躲在海膽、柳珊瑚中，屬肉食性，繁殖期時，雄魚具有口孵習性，卵約7日化成仔魚，由雄魚吐出，具短暫的仔魚飄浮期，生活習性不明。